# Danny
Daniel Miguel Alves Gomes (Caracas, 7 de agosto de 1983), mais conhecido como Danny, é um ex-futebolista português que atuava como meio-campista.

## Carreira

### Início
Nascido na Venezuela, no seio de uma família portuguesa, Danny foi ainda muito novo para a Ilha da Madeira, terra de seus pais, e lá deu seus primeiros passos no futebol nas categorias de base do Marítimo. Promovido à equipe principal do Marítimo na temporada 2001–02, o meia marcou cinco gols em 22 partidas.
Foi contratado pelo Sporting em julho de 2002, por 2,1 milhões de euros. Pelos Leões, Danny atuou em apenas 20 partidas e só marcou um gol. Em janeiro de 2003 retornou ao Marítimo, por empréstimo.

### Dínamo de Moscou e Zenit
Deixou o Sporting em definitivo em janeiro de 2005, sendo contratado pelo Dínamo de Moscou, da Rússia. Com 31 jogos e seis gols marcados em 2005, Danny foi premiado como o melhor jogador da equipe naquela temporada.
Foi contratado pelo Zenit em agosto de 2008, por 30 milhões de euros, naquela que foi a transferência mais cara do futebol russo. O meia estreou pelo clube no dia 29 de agosto, numa vitória por 2–1 contra o Manchester United de Carlos Tévez, Wayne Rooney e Cristiano Ronaldo — este último, poupado, não atuou e viu sua equipe perder pela Supercopa da UEFA. Danny marcou um belo gol, teve grande atuação e acabou sendo escolhido o melhor em campo pela UEFA.

### Retorno ao Marítimo
Acertou seu retorno ao Marítimo no dia 23 de julho de 2018, assinando por uma temporada com o clube português.

## Seleção Nacional
Entre 2003 e 2005, Danny realizou 17 partidas pela Seleção Portuguesa Sub-21.
Realizou sua estreia pela Seleção Portuguesa principal no dia 20 de agosto de 2008, num amistoso contra as Ilhas Faroé em que Portugal goleou por 5–0.

## Títulos
Sporting
- Supertaça Cândido de Oliveira: 2002

Zenit
- Supercopa da UEFA: 2008
- Premier League Russa: 2010, 2011–12 e 2014–15
- Copa da Rússia: 2009–10 e 2015–16
- Supercopa da Rússia: 2011 e 2016

Slavia Praga
- Copa da República Tcheca: 2017–18